# Lofthus
Lofthus är en tätort i Ullensvangs kommun i Vestland fylke i västra Norge. Tätorten hade 582 invånare 1 januari 2012 och ligger på östsidan av Sørfjorden. Riksväg 13 går igenom orten. Ullensvangs kyrka ligger här. 
Under 1880-talet byggde Edvard Grieg sin komponiststuga som han kallade Komposten. Runt i Hardanger fick han inspiration till sin musik. 
Lofthus är känt för dess stora fruktodlingar, särskilt Sötkörsbärodling . 

## Landskap
Lofthus kännetecknas av Skrikjofossen, den 31:a högsta forsen i Norge. De bägge älvarna Opo och Skrikjo rinner ned till Lofthus från Hardangervidda. Älvarna möts och heter därefter bara Opo. Opo rinner genom byn och rinner ut i Sørfjorden. Opo har gett namn till området Opedal. 
I Lofthus odlas det mycket frukt, både äpplen, päron, plommon och körsbär. På senare tid har det blivit allt vanligare att turister kommer hit för fruktens skull. Det finns också ett statligt forskningscenter för fruktodling här. 
Hardangervidda är lätt tillgängligt från Lofthus. Det går en väg upp och cirka 900 meter ovanför Lofthus ligger bergstoppen Nosi vars namn kommer ifrån att det liknar en näsa. Området runt Nose används ofta till skärmflygning. 

## Byggnader
Lofthus har både livsmedelsbutik, kiosk, byggvarubutik, fotobutik, pub, frisersalong, campingplats och vandrarhem. 
Låg- och mellanstadieskolan Opedal ligger här. Här går eleverna från första klass till sjunde klass då de byter till Kinsarviks skola.  
I Lofthus ligger Ullensvangs kyrka som är en stenkyrka från 1200-talet. På Lofthus ligger också Hotel Ullensvang som idag är en komponiststuga till Edvard Grieg. 

## Kända personer från Lofthus
- Arild Helleland, operasongerska
- Halldor O. Opedal, lokalhistoriker
- Edmund Harris Utne, näringslivledare.

Lofthus används också som efternamn, i dag är det 420 personer som har Lofthus som efternamn. Några kända är:
- Lars Lofthus, (1798 - 1892) – spelemann från Voss.
- Olav Lofthus, (1847 - 1894) – norsk journalist och redaktör
- Arne Lofthus, (1881 - 1962) – norsk-dansk konstnär.
- Torstein Lofthus (f. 1977) – trummare från Øystese
- Lars Korff Lofthus (f. 1978) – konstnär från Lofthus

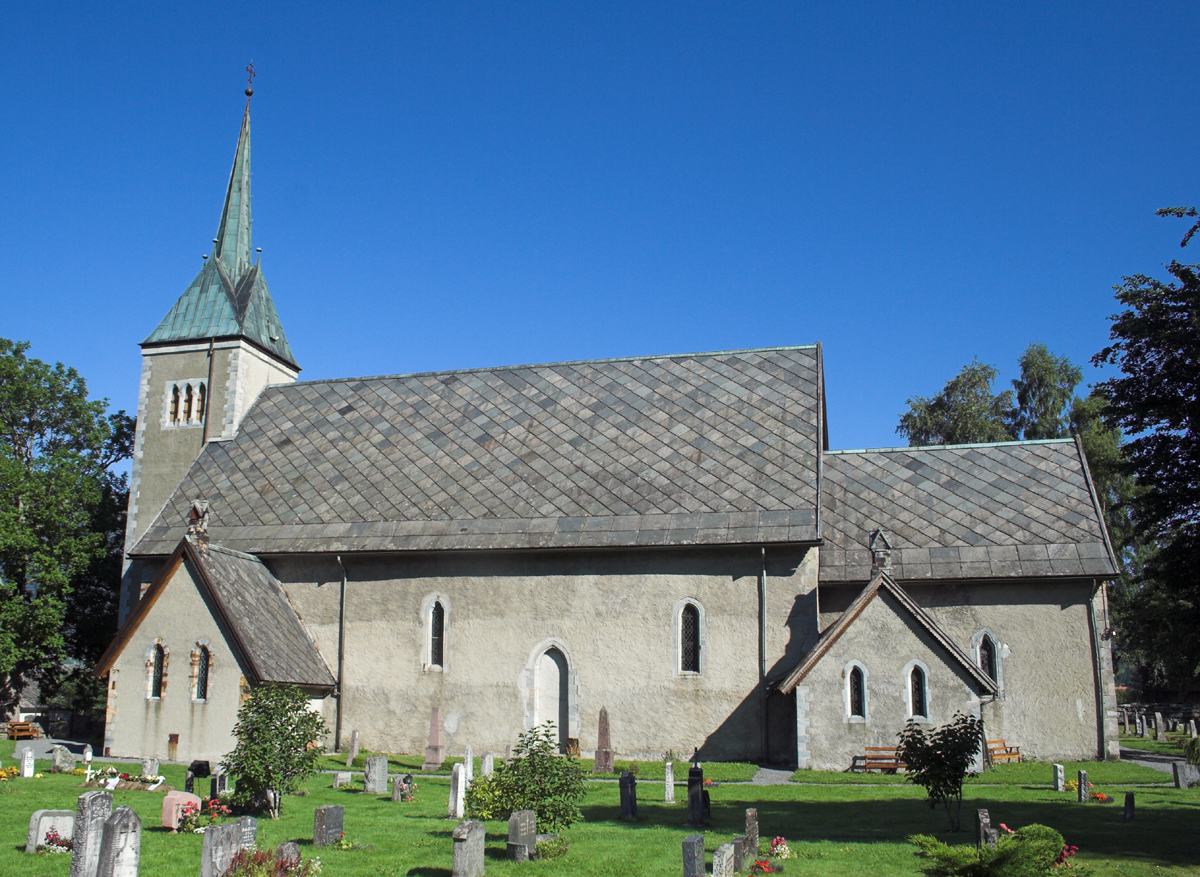
Ullensvangs kyrka.